# 1. FK Příbram
1.FK Příbram este un club de fotbal ceh din Příbram.

## Istorie
Din 1997 clubul a jucat numai în Gambrinus Liga, retrogradând doar o singură dată în sezonul 2006-2007.

## Denumiri vechi
- 1997 — FC Dukla
- 1998 — FC Dukla Příbram
- 2000 — FC Marila Příbram
- 2002 — FK Marila Příbram
- 2008 - 1. FK Příbram